# Maria Veronica del Santissimo Sacramento
Maria Cesira Pazzafini, nota come suor Maria Veronica del Santissimo Sacramento (Ferrara, 27 giugno 1896 – Ferrara, 8 luglio 1964), è stata una religiosa italiana.
Fu monaca cappuccina dell'ordine delle Clarisse Francescane presso il monastero di Santa Chiara di Ferrara. La Chiesa Cattolica la riconosce Serva di Dio.

## Biografia
Maria Cesira Pazzafini nasce a Ferrara il 16 novembre 1896, il giorno seguente, 17 novembre, riceve il Battesimo, presso la Cattedrale di Ferrara.
Cresce in una famiglia poverissima tra disagi di ogni genere. A 8 anni non ancora compiuti le muore il padre, da molto tempo malato e da un anno infermo. Cedendo alle molte insistenze dei parenti e anche per necessità, la madre alla quale era legatissima la affida alle Suore del Conservatorio della Provvidenza, che saranno le sue prime maestre.
In quegli anni di preghiera assidua davanti al Tabernacolo, la pratica dell'Ora Santa, l'esercizio dell'obbedienza e una spiccata devozione alla Passione del Signore, maturò la vocazione cappuccina. A 18 anni si trasferisce dalla Provvidenza al Monastero di Santa Chiara di Ferrara per restarvi tutta la vita: vi entra l’11 marzo 1915, e il 29 settembre la Vestizione e l'imposizione del nome di Maria Veronica Teresa del SS. Sacramento.
I suoi anni di vita religiosa vengono scanditi dall'obbedienza e fedeltà alla Regola, dall'orazione e dalla penitenza. Diviene Madre Maestra delle Novizie, un ufficio che svolge con semplicità, non avendo alcun imbarazzo a farsi essa più tardi, discepola delle sue allieve. Uscirà qualche volta dalla Clausura solo per accompagnare la Madre Presidente in visita ai molti monasteri del suo Ordine.
Il 19 maggio 1964 suor Veronica viene sottoposta ad esami clinici, presso l’Ospedale Sant'Anna di Ferrara a causa dell'aggravarsi dei dolori di cui soffre da tempo; viene diagnosticato un tumore alla testa ad uno stadio avanzato non operabile a causa delle precarie condizioni generali. Muore l’8 luglio del 1964 dopo atroci sofferenze, nel caldo soffocante delle antiche e spesse mura del monastero. Si spegnerà chiedendo ed ottenendo dalla Madre Superiora il permesso di poter morire, estremo atto di Santa Obbedienza alla Regola Cappuccina che osservò per tutta la vita.
Sepolta in un primo tempo presso la Certosa di Ferrara, dal 1977 le spoglie mortali di Suor Veronica riposano ora nella Chiesa di Santa Chiara Vergine di Ferrara.

## Culto
Le preghiere di intercessione alla religiosa vengono chieste ed ottenute soprattutto nei casi di maternità difficili.

## Canonizzazione
- 1972: l'allora arcivescovo di Ferrara-Comacchio mons. Natale Mosconi accoglie la domanda di suor Chiara Francesca Scalfi, Cappuccina di S. Chiara, di «iniziare la raccolta degli scritti e testimonianze relative a suor Veronica, morta in concetto di santità».

- 12 ottobre 2014: annuncio dell’avvio della Causa di beatificazione e canonizzazione in Cattedrale a Ferrara.

- 8 dicembre 2014: promulgazione del solenne Editto: suor Veronica diventa Serva di Dio.

- 17 gennaio 2015: cerimonia di apertura della Causa al Tribunale Diocesano.

- 15 ottobre 2021: cerimonia ufficiale di chiusura della fase diocesana dell'inchiesta sulla vita, le virtù e la fama di santità di suor Maria Veronica Teresa del Santissimo Sacramento, religiosa professa dell’Ordine delle Clarisse Cappuccine, al secolo Maria Cesira Pazzafini, delle Cappuccine povere di Santa Chiara. La documentazione viene trasferita alla Congregazione delle Cause dei santi. Al termine degli esami e valutazioni verrà redatta la Positio per dichiarare suor Veronica venerabile. Ulteriori indagini potrebbero innalzarla a beata.